# 고안 (1361년)
고안(康安, こうあん)는 일본 남북조 시대의 연호(元号) 중 하나이다. 북조에서 사용되었다.
- 전후 : 엔분(延文) 이후 - 조지(貞治) 이전.
- 시기 : 1361년
- 천황
  - 북조 : 고코곤 천황
  - 남조 : 고무라카미 천황
- 쇼군 : 무로마치 막부의 아시카가 요시아키라

## 개원(改元)
- 엔분 6년 3월 29일(율리우스력 1361년 5월 4일), 개원.
- 고안 2년 9월 23일(율리우스력 1362년 10월 11일), 조지로 개원된다.

## 출전
- 『사기정의(史記正義)』의 「天下衆事咸得康安、以致天下太平」.
- 『구당서』의 「作治康凱安之舞」.

## 고안 시기에 일어난 일
- 원년
  - 6월 : 시바 우지쓰네가 규슈 단다이(九州探題)가 되다.
  - 8월 : 기쿠치 다케미쓰가 지쿠젠에서 쇼니 후유스케를 격파하고, 다자이후에서 남조의 가네나가 친왕을 맞이하다.
  - 10월 : 무로마치 막부의 시쓰지(執事, 간레이)인 호소카와 기요우지가 실각하고 남조에 항복한다.
  - 11월 : 하타케야마 구니키요가 가마쿠라 구보(鎌倉公方)인 아시카가 모토우지와 대립해, 이즈로 도망친다.
  - 12월 : 호소카와 기요우지와 구스노키 마사노리가 교토로 침공해 들어가 한때 점령하다.
- 2년
  - 7월 : 남조에 항복했던 호소카와 기요우지가 사누키에서 전사하다.
  - 7월 : 시바 요시유키가 간레이에 취임하다.
  - 9월 : 이즈로 달아났던 하타케야마 구니키요가 항복하다.

## 서력과의 대조표
| 고안 | 원년        | 2년         |
| ---- | ----------- | ----------- |
| 서력 | 1361년      | 1362년      |
| 남조 | 쇼헤이 16년 | 쇼헤이 17년 |
| 간지 | 신축        | 임인        |

## 같이 보기
- 일본의 연호 일람

| 이전 엔분 | 일본 북조의 연호 1361년 ~ 1362년 | 다음 조지 |